# Pierre Zakrzewski
Pour les articles homonymes, voir Zakrzewski.
Pierre Zakrzewski, né le 15 août 1966 à Paris et mort le 14 mars 2022 à Horenka, dans l'oblast de Kiev pendant l'invasion russe de l'Ukraine, est un journaliste reporter d'images franco-irlandais spécialiste des théâtres de guerre. 

## Biographie
En décembre 2021, il reçoit le prix Fox News du « Héros discret » pour avoir aidé des pigistes afghans et leurs familles à quitter leur pays au cours du retrait des troupes américaines d'Afghanistan.

### Mort
Le 14 mars 2022, à Horenka, une localité de la région de Kiev, le véhicule qui transporte Pierre Zakrzewski ainsi que Benjamin Hall et la journaliste ukrainienne Oleksandra Kouvchynova est la cible de tirs. Pierre Zakrzewski et Oleksandra Kuvshynova meurent tués par les balles tandis que Hall est grièvement blessé,. Le 16 mars 2022, une enquête pour « crimes de guerre » est ouverte par le parquet national antiterroriste. En avril 2024, le tribunal judiciaire de Paris ouvre une enquête pour crimes de guerre contre X.